# چارلز فان دن بوشه
چارلز فان دن بوشه (انگلیسی: Charles van den Bussche; ۱۸ اکتبر ۱۸۷۶ – ۹ اکتبر ۱۹۵۸) قایقران، و قایقران قایق بادبانی اهل بلژیک بود.